# Roulette russe (album)
Pour l'article sur la roulette russe, voir Roulette russe.
Albums de Alain Bashung
16 grands succès
(1977) Pizza
(1981)
Singles
1. Je fume pour oublier que tu bois
Sortie : 1979
2. Gaby oh Gaby
Sortie : février 1980

Roulette russe est le deuxième album studio d'Alain Bashung, paru en mars 1979 chez Philips et ressorti le 10 octobre 1980 dans une édition avec ajout et suppression par rapport à l'album original et dans lequel on retrouve le premier succès du chanteur : Gaby oh Gaby.

## Historique
En 1979, Alain Bashung approche les 32 ans et a déjà plus d'une douzaine d'années de carrière de chanteur et de musicien, mais le succès se fait attendre. Il a souvent présenté cet album comme étant celui de la dernière chance, après les échecs commerciaux de ses 45 tours et de son premier album Romans photos, paru en 1977, et que le chanteur a quelque peu renié de sa discographie.
L'ambiance de l'album est blues rock. L'ensemble est plutôt sombre, avec des titres personnels, comme Elsass Blues, évoquant l'enfance alsacienne du chanteur (« J'suis né tout seul près d'la frontière, celle qui vous faisait si peur hier »), avec la présence de notes d'humour décalé.
Parmi les titres les plus notables de l'album se trouvent Toujours sur la ligne blanche, Bijou Bijou et Je fume pour oublier que tu bois (premier extrait de l'album publié en single en 1979) qu'il reprendra pour ses concerts.

## Liste des titres de l'album

### Version 1979
Toutes les musiques de l’album sont composées par Alain Bashung ; tous les textes sont écrits par Boris Bergman, sauf mention contraire.
| No  | Titre                               | Auteur                         | Durée |
| --- | ----------------------------------- | ------------------------------ | ----- |
| 1.  | Je fume pour oublier que tu bois    |                                | 4:16  |
| 2.  | Station service                     |                                | 3:19  |
| 3.  | Elsass Blues                        |                                | 3:19  |
| 4.  | Y'a un yéti                         |                                | 2:36  |
| 5.  | Guru, tu es mon Führer de vivre     |                                | 3:08  |
| 6.  | Milliards de nuits dans le frigo    | Boris Bergman - Daniel Tardieu | 2:47  |
| 7.  | Pas question que j'perde le feeling | Boris Bergman - Daniel Tardieu | 3:54  |
| 8.  | Bijou, bijou                        | Boris Bergman - Daniel Tardieu | 4:08  |
| 9.  | Les Petits Enfants                  | Daniel Tardieu                 | 1:12  |
| 10. | Toujours sur la ligne blanche       |                                | 4:39  |
| 11. | Squeezé                             | Boris Bergman - Daniel Tardieu | 3:29  |

### Version 1980
1. Gaby oh Gaby
2. Je fume pour oublier que tu bois
3. Station service
4. Elsass Blues
5. Y'a un yéti
6. Guru, tu es mon Führer de vivre
7. Pas question que j'perde le feeling
8. Bijou, bijou
9. Toujours sur la ligne blanche
10. Squeezé
11. Ell' s'fait rougir tout' seul'

En 1980, sort une édition dite Nouveau couplage de l'album Roulette russe où, en fin de face 1, est ajouté Gaby, oh Gaby (Boris Bergman / Alain Bashung) à la place de Milliards de nuits dans le frigo, tandis que sur la face 2 le troisième titre Les Petits Enfants disparaît et est remplacé par Ell's'fait rougir tout' seul. Cette modification vise à intégrer les deux faces du 45 tours Gaby oh Gaby.

### 45 tours publiés
- 1979 : Je fume pour oublier que tu bois / Bijou, bijou
- 1980 : Gaby oh Gaby / Ell' s'fait rougir toute seule (classement France : 1er)

## Réception critique et publique
Roulette russe, comme son prédécesseur, ne connait que peu de succès à l'époque de sa sortie, faisant craindre le pire pour la carrière de l'artiste dont le label, Philips, songe désormais à rompre le contrat, devant les échecs répétés qu'il rencontre ; cependant, tout change l'année suivante avec la parution du 45 tours Gaby oh Gaby, qui permet au chanteur de rencontrer, enfin, son public. L'album sera alors réédité à l'automne 1980 pour y inclure le tube. 
L'album est certifié disque d'or (100 000 exemplaires vendus) en 1984, plus de 5 ans après sa sortie.
Dans son ouvrage La discothèque parfaite de l'odyssée du rock, Gilles Verlant, sans pour autant inclure l'album dans sa liste d'albums essentiels, qualifie le doublé Roulette russe / Pizza de « triomphal ».